# 中国中化集団

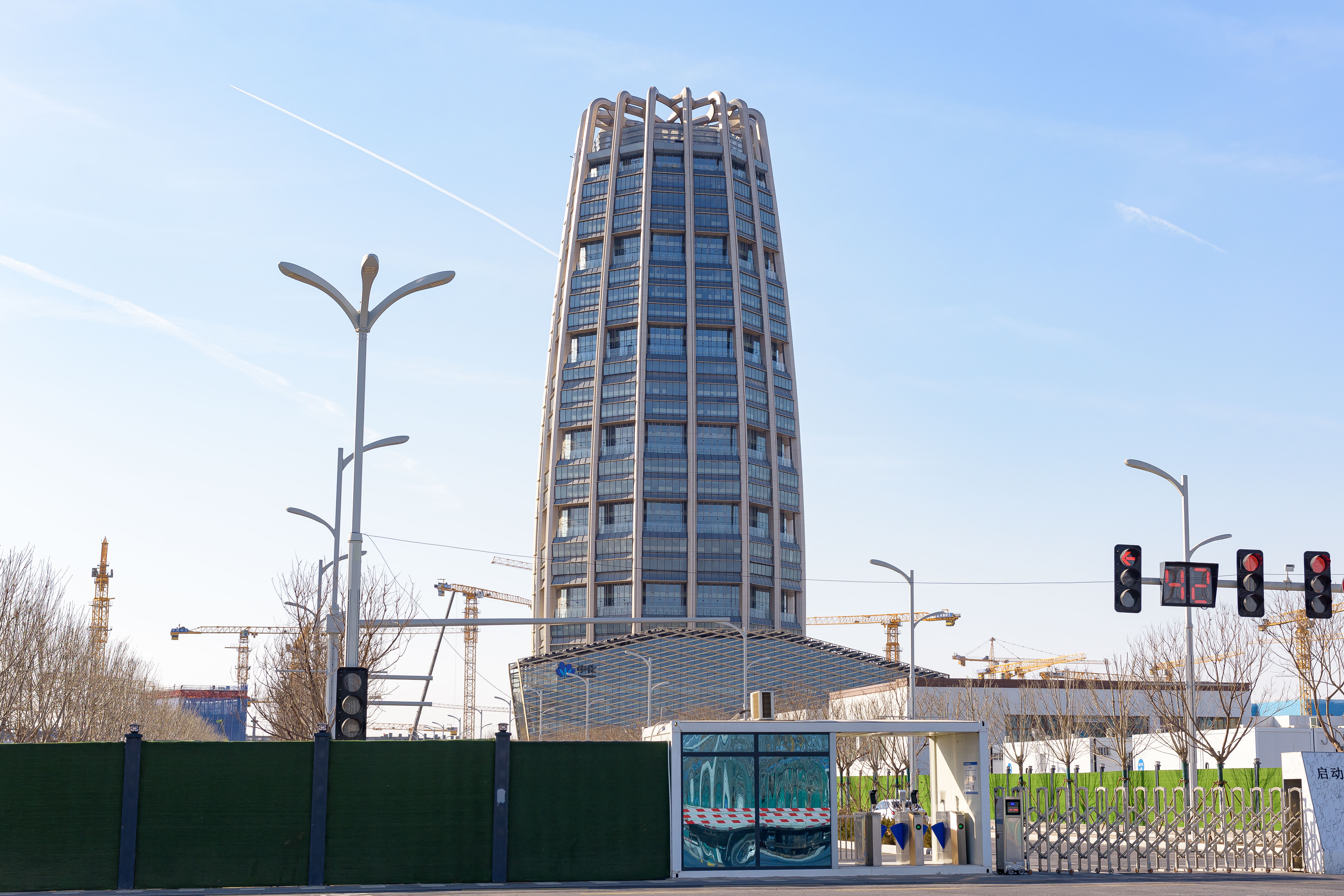
雄安本社ビル

中国中化集団有限公司（ちゅうごくちゅうかしゅうだん-ゆうげんこうし）は中華人民共和国のエネルギー、化学工業企業である。業務範囲はその他、農業、不動産、金融などの分野にも及ぶ多角経営企業である。中央政府の管理監督を受ける中央企業の一つ。
英語名 Sinochem Group。略称 中化集団、シノケム (Sinochem)。

## 沿革
前身は1950年に設立された中国進出口公司で、1960年代には中国化工進出口総公司と改称し、1970年代になると中国における原油の輸出販売ルートとなり、さらに化学工業製品、化学肥料、農薬などの輸出企業となった。
1980年代には海外進出を試み、1989年にフォーチュン・グローバル500に初ランクイン、さらに1990年代には改革開放路線に乗り多角経営による規模拡大を進めた。2000年に中央企業となった。2003年に中国中化集団公司に改称。